# Leon Lasek
Leon Lasek pseud. Twardy, Mały (ur. 19 października 1919 w Dankowicach, zm. 29 maja 1944 w Bielsku) – działacz KZMP, Koła Przyjaciół ZSRR, dowódca Okręgu GL Bielsko, zastępca dowódcy Śląskiego Obwodu AL.

## Życiorys
W 1934 wstąpił do KZMP. Z ramienia tego związku skierowany w 1935 do działalności w ZMW „Wici”. W grudniu 1940 wstąpił do Koła Przyjaciół ZSRR. Wraz z Józefem Magą i Stanisławem Bularzem przygotowywał i wydawał odezwy do społeczeństwa polskiego, nawiązujące do bezwzględnej walki z okupantem. Po powstaniu PPR należał do współzałożycieli i redaktorów prasy konspiracyjnej na Śląsku. Jako członek Komitetu Okręgowego PPR wiele uwagi poświęcił organizowaniu komórek partyjnych. Wiosną 1942 został dowódcą Okręgu GL Bielsko. Od tej pory wysiłek skupił na organizowaniu walki zbrojnej. Rozbudował sieć placówek i grup wypadowych oraz garnizonów GL. 13 czerwca 1943 na czele pierwszego oddziału partyzanckiego GL zorganizowanego w Okręgu GL Bielsko przystąpił do działań dywersyjno-bojowych. Przeprowadził wiele udanych akcji, szczególnie wymierzony w transport kolejowy Niemców – m.in. w lipcu 1943 pod Zabrzegiem, we wrześniu 1943 na Wapienicy, 19 stycznia 1944 w Jawiszowicach, 23 stycznia 1944 w Goczałkowicach, 12 kwietnia 1944 w Komorowicach. W marcu 1944 mianowano go zastępcą dowódcy Śląskiego Obwodu AL. Zginął w Bielsku na skutek zdrady; w walce zabił jednego gestapowca i jednego ranił, ale sam poległ. Pośmiertnie odznaczony Orderem Krzyża Grunwaldu III klasy i awansowany do stopnia majora.
Do 2010 roku był patronem Szkoły Podstawowej nr 4 w Czechowicach-Dziedzicach, a w okresie PRL był patronem ulicy w Bielsku-Białej.

Był też patronem Oświęcimskiego batalionu Obrony Terytorialnej.